# أنتوني مكماهون
أنتوني مكماهون (بالإنجليزية: Tony McMahon)‏، من مواليد 24 مارس 1986 في بيشوب أوكلند في إنجلترا، لاعب كرة قدم إنجليزي.
بدأ مسيرته الكروية مع نادي ميدلزبره في عام 2004، وهو يلعب معهم حتى الآن.

## روابط خارجية
- أنتوني مكماهون على موقع قاعدة بيانات كرة القدم.إي يو (الإنجليزية)
- أنتوني مكماهون على موقع Soccerbase.com (لاعب) (الإنجليزية)
- أنتوني مكماهون على موقع عالم كرة القدم.نت (الإنجليزية)
- أنتوني مكماهون على موقع كووورة